# Кларенс Вільямс III
Кларенс Вільямс III (англ. Clarence Williams III; 21 серпня 1939, Нью-Йорк, США — 4 червня 2021, Лос-Анджелес, США) — американський актор, номінант на премію «Тоні» 1965 року.

## Біографія
Народився в Нью-Йорку, США в творчій родині: його батько Клей Вільямс був органістом, дідусь Кларенс Вільямс був співаком як і бабуся Іва Тейлор.

## Особисте життя
З 1967 до 1984 був одружений з американською акторкою Глорією Фостер.

## Кар'єра
Кар'єру розпочав з театру в рідному Гарлемі. Його акторська діяльність була перервана на два роки: Кларенс був десантником у військах США. Після повернення він одразу почав зніматися в кіно та на телебаченні.
З 1968 і до закриття серіалу «Загін „Стиляги“» був у основному складі. У 1986 виконав роль другого плану в кримінальному трилері Джона Франкенгаймера «Підчеплений по-крупному». У серіалі «Твін Пікс» Кларенс зіграв агента відділу службових розслідувань ФБР Роджера Гарді. У 1994 він втілював жорстокого в'язня в стрічці «Безсмертні». Після ролі в науково-фантастичному фільмі «Таємні прибульці» актор був залучений у романтичну комедію «П'яний». Крім того він з'явився у біографічній драмі «Джордж Воллес» і пригодницькій стрічці-фентезі «Любий „Жук“».
У 2003 отримав повторювальну роль Філбі Кросса у серії фільмів «Загадкова жінка». У 2009 зіграв Мака в екшені «Шлях війни», Сема в музичній кримінальній драмі «Один день у житті». Після епізодичних появ у серіалах «Чорна мітка», «Мертва справа» «Правосуддя», «Мемфіс Біт» актор отримав роль наставника Мейнарда в історичній драмі «Дворецький».

## Фільмографія
Фільми
- 1959 : Висота Порк Чоп Гілл / Pork Chop Hill
- 1963 : Паралельний світ / The Cool World
- 1979 : Повернення загону «Стиляги» / The Return of Mod Squad
- 1984 : Пурпурний дощ / Purple Rain
- 1984 : The House of Dies Drear
- 1986 : 52 Pick-Up
- 1987 : Останній невинний / The Last Innocent Man
- 1987 : Круті хлопці не танцюють / Tough Guys Don't Dance
- 1988 : Ідеальні жертви / Perfect Victims
- 1988 : Я дістану тебе, виродку / I'm Gonna Git You Sucka
- 1990 : Маніяк-поліцейський 2 / Maniac Cop 2
- 1990 : Неприємні хлопці 2: Правосуддя одинака / Nasty Boys, Part 2: Lone Justice
- 1991 : Мої герої завжди були ковбоями / My Heroes Have Always Been Cowboys
- 1992 : Під прикриттям / Deep Cover
- 1993 : Батько та син: Небезпечні зв'язки / Father & Son: Dangerous Relations
- 1993 : Смертельне падіння / Deadfall
- 1994 : Проти стіни / Against the Wall
- 1994 : Шугар Гілл / Sugar Hill
- 1995 : Історії з моргу / Tales from the Hood
- 1995 : Безсмертні / The Immortals
- 1995 : Вирок / Judgement (короткометражний фільм)
- 1996 : Дорога на Гальвестон / The Road to Galveston
- 1996 : Таємні прибульці / The Silencers
- 1996 : Заморожена каліфорнійка / Encino Woman
- 1996 : Повернення: Легенда Ерла 'Козла' Маніго / Rebound: The Legend of Earl 'The Goat' Manigault
- 1997 : Хоробрий / The Brave
- 1997 : П'яний / Sprung
- 1997 : Любий «Жук» / The Love Bug
- 1997 : Джордж Воллес / George Wallace
- 1997 : Бандит / Hoodlum
- 1998 : Непропечений / Half Baked
- 1998 : Жаби для змій / Frogs for Snakes
- 1998 : Зоряна лихоманка / Starstruck
- 1998 : Пастор / Shepherd
- 1998 : Легенда про піаніста / La leggenda del pianista sull'oceano
- 1999 : Життя / Life
- 1999 : Відпущення гріхів / Last Rites
- 1999 : Донька генерала/ The General's Daughter
- 2000 : Азартні ігри / Reindeer Games
- 2000 : Люб'язність / Civility
- 2000 : Ритуал / Ritual
- 2001 : Мозкова атака / Mindstorm
- 2001 : Чорна бригада / Blue Hill Avenue
- 2001 : Прибулець / Impostor
- 2002 : Щасливий тут і зараз / Happy Here and Now
- 2003 : Екстримальна команда / The Extreme Team
- 2003 : Загадкова жінка / Mystery Woman
- 2005 : Загадкова жінка: Загадкові вихідні / Mystery Woman: Mystery Weekend
- 2005 : Загадкова жінка: Миттєвий знімок / Mystery Woman: Snapshot
- 2005 : Сузір'я / Constellation
- 2005 : Загадкова жінка: Заспівай мені, вбивцю / Mystery Woman: Sing Me a Murder
- 2005 : Загадкова жінка: Відвідини вбивці / Mystery Woman: Vision of a Murder
- 2005 : Загадкова жінка: Гра часу / Mystery Woman: Game Time
- 2006 : Загадкова жінка: З першого погляду / Mystery Woman: At First Sight
- 2006 : Загадкова жінка: Містика дикого заходу / Mystery Woman: Wild West Mystery
- 2006 : Загадкова жінка: О, крихітко / Mystery Woman: Oh Baby
- 2006 : Загадкова жінка: Викуп / Mystery Woman: Redemption
- 2007 : Загадкова жінка: У тіні / Mystery Woman: In the Shadows
- 2007 : Гангстер / American Gangster
- 2007 : Час сутінок / The Blue Hour
- 2009 : Шлях війни / The Way of War
- 2009 : Одинь день у житті / A Day in the Life
- 2013 : Дворецький / The Butler
- 2016 : Snowbird (короткометражний фільм)
- 2018 : Tales from the Crib

Серіали
- 1966 : Інструкції / Directions
- 1967 : Дактарі / Daktari
- 1968 : Тарзан / Tarzan
- 1968 — 1973 : Загін «Стиляги» / The Mod Squad
- 1974 : Найвеличніші таємниці / Great Mysteries
- 1979 : Маленький бродяга / The Littlest Hobo
- 1983 — 1985 : Ті Джей Гукер / T. J. Hooker
- 1984 : Блюз Гілл-стріт / Hill Street Blues
- 1984 : Заняття після школи / ABC Afterschool Specials
- 1985 : Шоу Косбі / The Cosby Show
- 1985 : Поліція Маямі / Miami Vice
- 1985 : Гелл Таун / Hell Town
- 1988 : Розбійник / The Highwayman
- 1990 : Неприємні хлопчики /Nasty Boys
- 1990 : Полум'я Габріеля / Gabriel's Fire
- 1990 : Тіні Лос-Анджелеса / Shades of LA
- 1990 — 1991 : Твін Пікс / Twin Peaks
- 1991 : Джей і товстун / Jake and the Fatman
- 1992 : Байки зі склепу / Tales from the Crypt
- 1994 : Поліцейські під прикриттям / New York Undercover
- 1994 : Таємниці Косбі / The Cosby Mysteries
- 1995 : Безглузде кохання / Crazy Love
- 1996 : Зоряний шлях: Глибокий космос 9 / Star Trek: Deep Space Nine
- 1997 : Тисячоліття / Millennium
- 1997 : Вокер, техаський рейнджер / Walker, Texas Ranger
- 1997 : Чарівний світ Діснея / The Wonderful World of Disney
- 1998 : Профайлер /Profiler
- 2000 : Бульвар воскресіння / Resurrection Blvd
- 2000 : Закон і порядок / Law & Order
- 2001 : Легенда про Тарзана / The Legend of Tarzan
- 2002 : Справедлива Емі / Judging Amy
- 2003 : Кримінальні перегони / Fastlane
- 2003 : Свята варта / Miracles
- 2003 : Скін / Skin
- 2004 : Карен Сіско / Karen Sisco
- 2005 : Усі ненавидять Кріса / Everybody Hates Chris
- 2005 -2007 : Американський дракон: Джейк Лонг / American Dragon: Jake Long
- 2009 : Чорна мітка / Burn Notice
- 2009 : Мертва справа / Cold Case
- 2010 : Правосуддя / Justified
- 2010 : Мемфіс Біт / Memphis Beat
- 2015 : Імперія / Empire